# St. Stephanus (Dinklar)

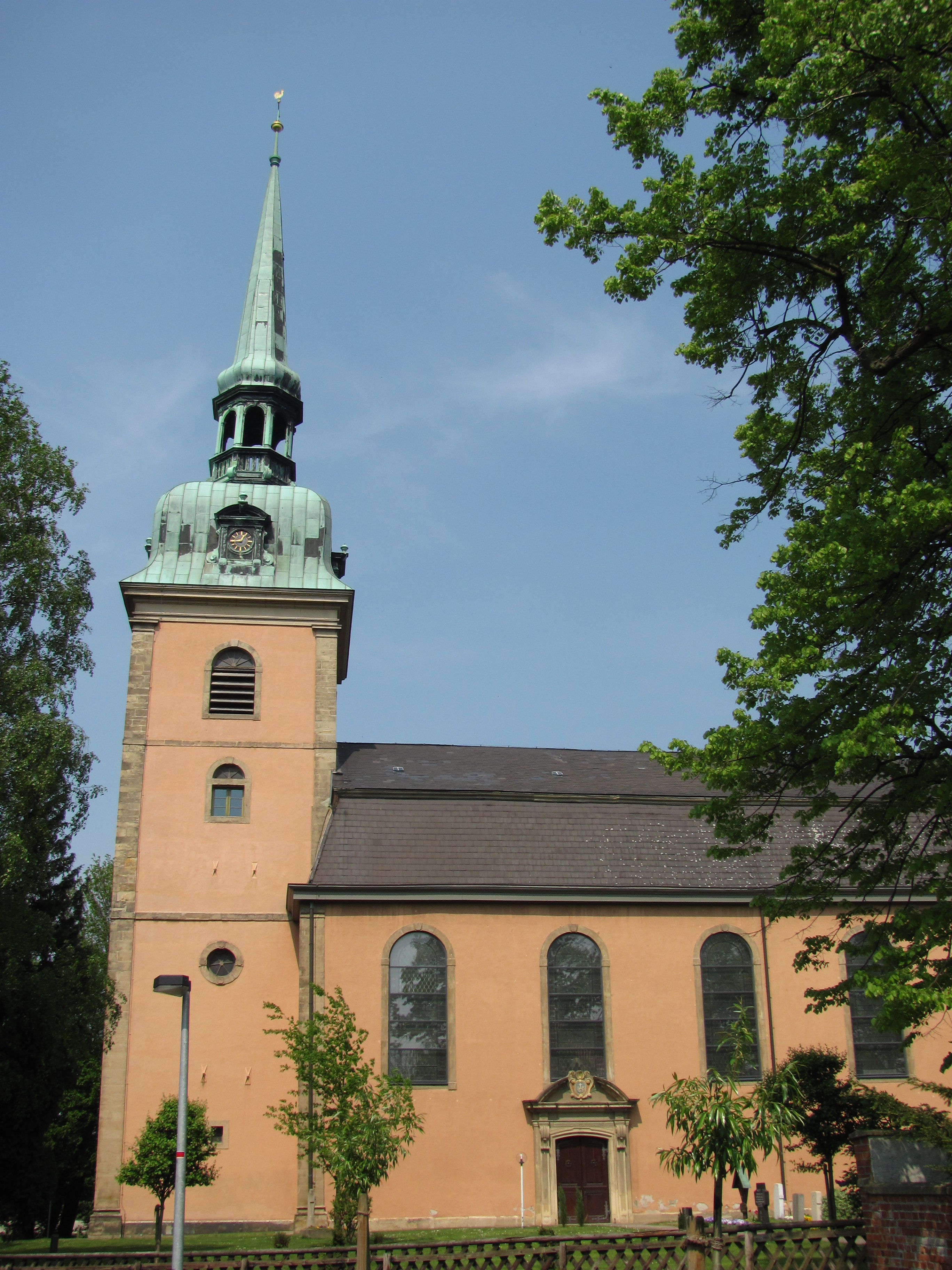
Kirche St. Stephanus

St. Stephanus ist die römisch-katholische Kirche im Ortsteil Dinklar der Gemeinde Schellerten im niedersächsischen Landkreis Hildesheim.

## Geschichte
Der Name des Ortes Dinklar, im Jahre 1150 Thinkelar genannt, beinhaltet das germanische Wort für Thing oder Ding. Da diese Rechtstradition von den Merowingern übernommen wurde, ist anzunehmen, dass Dinklar eine der ältesten Siedlungen im Raum Hildesheim ist. Das Wort Dinklar lässt jedoch eine weitere sprachwissenschaftliche Deutung zu. Das mittelhochdeutsche Wort Dinkel bezeichnet eine Getreideart und die Endung lare eine Wiese oder Weide.
Danach könnte Dinklar auch mit Weide- oder Kornland übersetzt werden. Nach sprachwissenschaftlicher Ansicht weist die Endung lar auf eine Entstehung des Ortes um 300 nach Christus hin.
Nach den Annalen des Klosters Pöhlde soll der spätere König Heinrich I. um das Jahr 919 in Dinklar einen Hof curia dinkelere besessen haben. Die Existenz des königlichen Kronhofes in Dinklar ist im Hinblick auf die spätere Entwicklung der Pfarrkirche durchaus möglich. Um 1150 wird in Dinklar Graf Heinrich von Assel als Besitzer eines Landgutes genannt. In den folgenden Jahrhunderten kauften und verkauften dort die Besitzer ihren Grund und Boden. Neben dem späteren Rittergeschlecht befanden sich innerhalb der örtlichen Villikation unter den Eigentümern Bischof Adelog von Hildesheim, das Kreuzstift, das Kloster Marienrode und im Jahre 1308 das Domkapitel.
In den Jahren 1294 und 1306 wird in Dinklar ein plebanus urkundlich aufgeführt, dazu eine Mutterkirche, von der eine Kapelle in Wendhausen abhängig war. Das Patrozinium des Heiligen Stephanus bestand wahrscheinlich schon im Mittelalter und wurde auf die heutige Kirche übertragen. Diesbezüglich könnte eine Verbindung zwischen König Heinrich I. und den Reliquien des Heiligen Stephanus in Aachen, die während der Königskrönung ausgestellt wurden, bestehen. Somit könnte König Heinrich I. der Stifter der Kirche gewesen sein. Diese muss er dann aber später dem Bischof übertragen haben, da als Patron der Pfarrkirche im Archidiakonat Hildesheim der jeweilige Bischof genannt wird. Wie ursprünglich viele Kirchen des Bistums wurde die St.-Stephanus-Kirche so zur Eigenkirche des Bischofs. Erst im ausgehenden Mittelalter wird der Dompropst als Archidiakon der Hildesheimer Neustadt genannt, unter dessen Oberhoheit später St. Stephanus stand. Eine Kirchbau durch andere weltliche Grundherren erscheint zweifelhaft, da diese Stifter auch das Patronatsrecht für sich in Anspruch genommen hätten.
Neben der Pfarrkirche in Lüneburg und der Kirche in der späteren Wüstung Lucienvörde ist das Gotteshaus in Dinklar die einzige Kirche im Bistum Hildesheim, die ein Stephanus-Patrozinium trägt.
Nach der Schlacht von Dinklar wurde die Kirche baufällig. Die neue Kirche, deren Erstellung „5 punth goldes“ kostete, wurde 1494 errichtet.
Im Gegensatz zu anderen Pfarreien des Amtes Steuerwald, wo erst ab 1557 durch Herzog Adolf von Holstein die Reformation eingeführt wurde, wird in Dinklar bereits im Jahre 1550 ein evangelischer Prädikant erwähnt.  Dies steht vermutlich in Verbindung mit der früheren Einführung der „Lehre Martin Luthers“ in Hildesheim. Von der Hildesheimer Neustadt ausgehend, mit der Dinklar innerhalb des Archidiakonats verbunden war, kamen vermutlich auch die Impulse zur Durchsetzung der Reformation. Die Seelsorge des evangelischen Prädikanten vor Ort wurde nicht zuletzt durch die Beschlagnahmung des Landeskonsistoriums während des Dreißigjährigen Krieges gefördert. Erst bei der Restitution des Hochstifts Hildesheim im Jahre 1643 gelangte Dinklar wieder unter die Oberhoheit des Fürstbischofs, der noch im selben Jahr einen katholischen Geistlichen mit der Seelsorge beauftragte. Gefestigt wurde der katholische Glaube erst durch den Jesuitenorden, der von 1655 bis 1661, von Dinklar ausgehend, die umliegenden Ortschaften rekatholisierte.

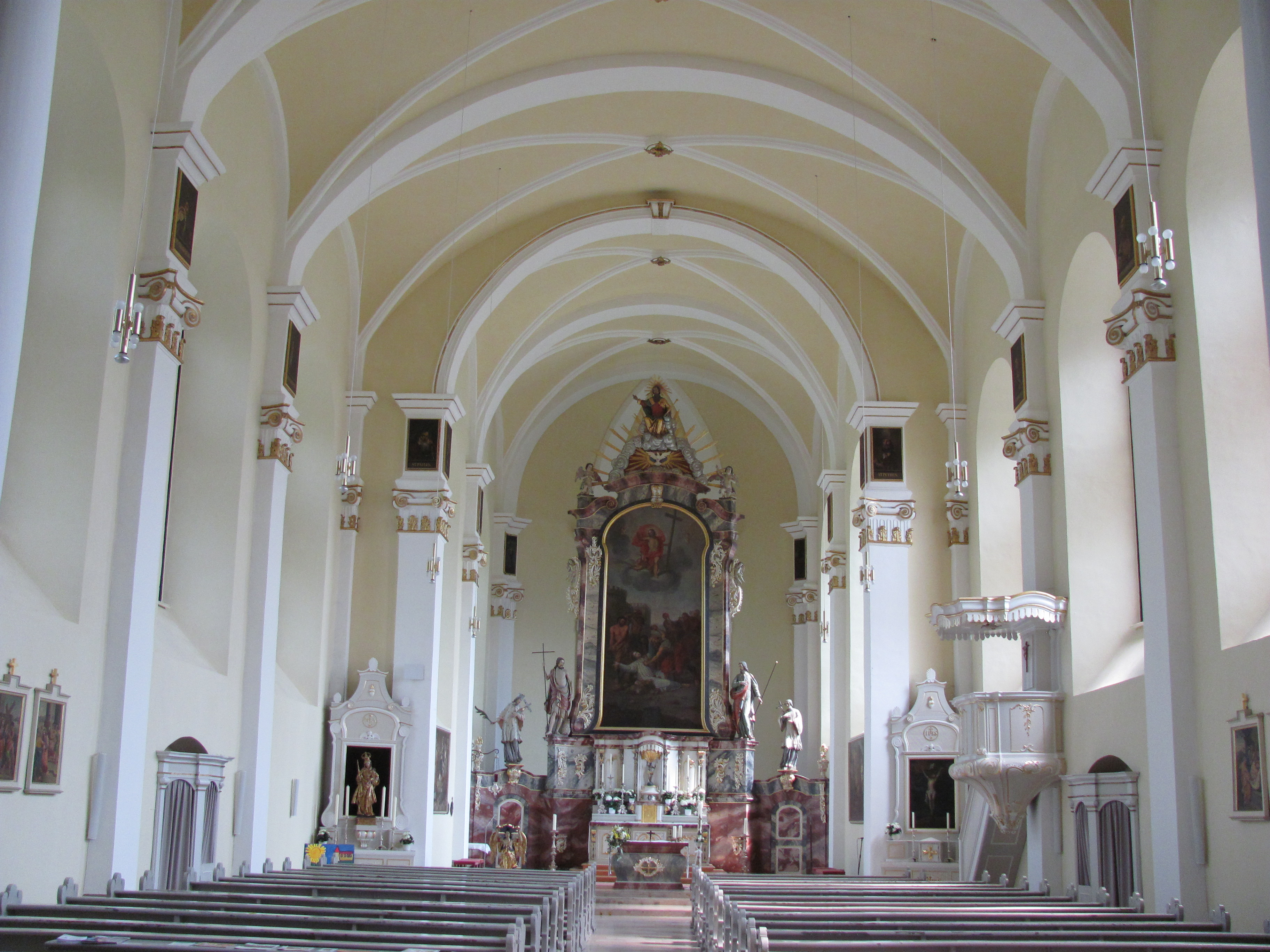
Innenansicht

Von 1733 bis 1742, in der Regierungszeit von Fürstbischof Clemens August, wurde anstelle der baufällig gewordenen kleinen Pfarrkirche ein neues, größeres Gotteshaus errichtet. Nach ihrer Zugehörigkeit zum Archidiakonat Hildesheim gelangte die Pfarrei ab 1760 zum Sülte-Zirkel. Von 1808 bis 1838 war Dinklar Mittelpunkt des gleichnamigen Zirkels, ab 1838 blieb die Gemeinde hundert Jahre lang im Dekanat Borsum. 1939 entstand  ein neues Dekanat mit Dinklar als Zentrum, welches 1978 mit dem Dekanat Borsum zusammengelegt wurde. Seit 2013 gehört Dinklar zum Dekanat Borsum-Sarstedt.
Im Jahre 1851 gründete Pfarrer Paul Hottenrott eine Kaplanei, die während des Kulturkampfes und der damit verbundenen Vakanz der Pfarrgemeinde wichtig werden sollte. So konnte der dort ansässige Kaplan Stübe den fehlenden Pfarrer von 1877 bis 1886 vertreten und die Katholiken seelsorglich betreuen.
Nach dem Zweiten Weltkrieg gelangten rund 600 Heimatvertriebene nach Dinklar. Im Jahre 1947 mussten somit 1800 Katholiken durch die Pfarrei betreut werden.
Aus Anlass der sechshundertjährigen Wiederkehr der Schlacht von Dinklar wurde 1967 im Ort die Marienkapelle erbaut.
Am 1. November 2014 wurde die Pfarrgemeinde St. Nikolaus mit Sitz in Ottbergen errichtet. In diesem Zusammenhang wurde die Pfarrgemeinde St. Stephanus in Dinklar aufgehoben und der neu errichteten Pfarrgemeinde zugeordnet, zu der bei der Gründung etwa 3400 Katholiken zählten. St. Stephanus ist seitdem eine Filialkirche von St. Nikolaus Ottbergen.
Eine Glocke der Kirche aus dem Jahre 1354 befindet sich heute im Dommuseum zu Hildesheim.